# Halicometes elongata
Halicometes elongata är en svampdjursart som beskrevs av Boury-Esnault, Pansini och Uriz 1994. Halicometes elongata ingår i släktet Halicometes och familjen Tethyidae. Inga underarter finns listade i Catalogue of Life.